# Женская Лига чемпионов ЕКВ 2008/2009
9-й розыгрыш женской Лиги чемпионов ЕКВ (49-й с учётом Кубка европейских чемпионов) проходил с 4 ноября 2008 по 29 марта 2009 года с участием 20 клубных команд из 12 стран-членов Европейской конфедерации волейбола. Финальный этап был проведён в Перудже (Италия). Победителем турнира в 6-й раз в своей истории (с учётом Кубка чемпионов) стала итальянская команда «Фоппапедретти» (Бергамо).

## Система квалификации
16 мест в Лиге чемпионов 2008/2009 были распределены по рейтингу ЕКВ на 2008 год, учитывающему результаты выступлений клубных команд стран-членов ЕКВ в еврокубках на протяжении трёх сезонов (2004/2005—2006/2007). Согласно ему трёх участников получила возможность заявить Италия, по два — Турция, Россия, Испания, Франция и Польша, по одному — Нидерланды, Хорватия и Румыния.
Ещё четыре места были распределены по специальному приглашению ЕКВ. Их получили Турция, Сербия, Австрия и Чехия.

## Команды-участницы
| Страна     | Команда                                 |                                              |
| ---------- | --------------------------------------- | -------------------------------------------- |
| Италия     | «Скаволини» (Пезаро)                    | Чемпион Италии 2008                          |
| Италия     | «Колусси-Сирио» (Перуджа)               | 2-й призёр чемпионата Италии 2008            |
| Италия     | «Фоппапедретти» (Бергамо)               | 3-й призёр чемпионата Италии 2008            |
| Турция     | «Эджзаджибаши» (Стамбул)                | Чемпион Турции 2008                          |
| Турция     | «Тюрк Телеком» (Анкара)                 | 3-й призёр чемпионата Турции 2008            |
| Турция     | «Вакыфбанк Гюнеш» (Стамбул)             | По итогам чемпионата Турции 2008 (4-е место) |
| Россия     | «Заречье-Одинцово» (Московская область) | Чемпион России 2008                          |
| Россия     | «Динамо» (Москва)                       | 2-й призёр чемпионата России 2008            |
| Испания    | «Мурсия»                                | Чемпион Испании 2008                         |
| Испания    | «Тенерифе» (Ла-Лагуна)                  | 3-й призёр чемпионата Испании 2008           |
| Франция    | «Расинг Клуб де Канн» (Канны)           | Чемпион Франции 2008                         |
| Франция    | «АСПТТ Мюлуз» (Мюлуз)                   | 2-й призёр чемпионата Франции 2008           |
| Польша     | «Мушинянка-Факро» (Мушина)              | Чемпион Польши 2008                          |
| Польша     | «Фармутил» (Пила)                       | 2-й призёр чемпионата Польши 2008            |
| Нидерланды | ДЕЛА «Мартинус» (Амстелвен)             | Чемпион Нидерландов 2008                     |
| Хорватия   | «Риека»                                 | Чемпион Хорватии 2008                        |
| Румыния    | «Метал» (Галац)                         | Чемпион Румынии 2008                         |
| Сербия     | «Поштар-064» (Белград)                  | Чемпион Сербии 2008                          |
| Австрия    | СВС «Пост» (Швехат)                     | Чемпион Австрии 2008                         |
| Чехия      | «Модржанска» (Простеёв)                 | Обладатель Кубка Чехии 2008                  |

## Система проведения розыгрыша
Соревнования состоят из предварительного этапа, двух раундов плей-офф и финального этапа. На предварительном этапе 20 команд-участниц разбиты на 5 групп. В группах команды играют с разъездами в два круга. В 1-й раунд плей-офф выходят по две лучшие команды из групп и три команды, имеющие лучшие показатели среди занявших в группах третьи места. Из числа команд, вышедших в плей-офф, выбирается хозяин финального этапа и допускается непосредственно в финальный раунд розыгрыша.
12 команд-участниц 1/8 финала плей-офф делятся на пары и проводят между собой по два матча с разъездами. Победителем пары выходит команда, одержавшая две победы. В случае равенства побед победителем пары становится команда, имеющая лучшее соотношение партий по итогам двух встреч. Если же и этот показатель является равным у обоих соперников, то назначается дополнительный сет (до 15 набранных очков), победивший в котором выходит в 1/4 плей-офф.
6 команд-участниц четвертьфинала по такой же системе определяют трёх участников финального этапа, где к ним присоединяется команда-хозяин финала.
Финальный этап проводится в формате «финала четырёх» — полуфинал и два финала (за 3-е и 1-е места).

## Предварительный этап

### Группа А
| М | Команда               | 1       | 2       | 3       | 4       | И | В | П | С/П   | О  |
| - | --------------------- | ------- | ------- | ------- | ------- | - | - | - | ----- | -- |
| 1 | «Динамо» Москва       |         | 3:0     | 3:1 3:0 | 3:0     | 6 | 6 | 0 | 18:1  | 12 |
| 2 | «Риека» .             | 0:3     |         | 2:3 3:1 | 3:0     | 6 | 3 | 3 | 11:10 | 9  |
| 3 | «Модржанска» Простеёв | 1:3 0:3 | 3:2 1:3 |         | 3:2 3:0 | 6 | 3 | 3 | 11:13 | 9  |
| 4 | «Мурсия» .            | 0:3     | 0:3     | 2:3 0:3 |         | 6 | 0 | 6 | 2:18  | 6  |

6.11: Мурсия — Модржанска 2:3 (25:21, 21:25, 25:14, 22:25, 13:15).
6.11: Риека — Динамо 0:3 (20:25, 17:25, 19:25).
12.11: Модржанска — Риека 3:2 (25:14, 24:26, 23:25, 25:20, 15:11).
13.11: Динамо — Мурсия 3:0 (25:7, 25:20, 25:12).
9.12: Модржанска — Динамо 1:3 (19:25, 25:23, 19:25, 17:25).
11.12: Мурсия — Риека 0:3 (22:25, 22:25, 16:25).
17.12: Риека — Мурсия 3:0 (25:19, 25:21, 25:21).
18.12: Динамо — Модржанска 3:0 (25:18, 25:17, 25:21).
14.01: Риека — Модржанска 3:1 (14:25, 25:18, 27:25, 25:19).
15.01: Мурсия — Динамо 0:3 (21:25, 20:25, 17:25).
20.01: Динамо — Риека 3:0 (25:21, 25:11, 25:15).
20.01: Модржанска — Мурсия 3:0 (25:23, 25:12, 25:16).

### Группа В
| М | Команда                     | 1       | 2       | 3       | 4       | И | В | П | С/П   | О  |
| - | --------------------------- | ------- | ------- | ------- | ------- | - | - | - | ----- | -- |
| 1 | «Расинг Клуб де Канн» Канны |         | 3:1 1:3 | 3:2 3:1 | 3:1 3:0 | 6 | 5 | 1 | 16:8  | 11 |
| 2 | «Тюрк Телеком» Анкара       | 1:3 3:1 |         | 0:3 3:0 | 3:1 3:0 | 6 | 4 | 2 | 13:8  | 10 |
| 3 | «Поштар-064» Белград        | 2:3 1:3 | 3:0 0:3 |         | 3:0 3:2 | 6 | 3 | 3 | 12:11 | 9  |
| 4 | «Тенерифе» Ла-Лагуна        | 1:3 0:3 | 1:3 0:3 | 0:3 2:3 |         | 6 | 0 | 6 | 4:18  | 6  |

4.11: Расинг Клуб де Канн — Поштар-064 3:2 (21:25, 25:22, 23:25, 25:23, 15:6).
6.11: Тюрк Телеком — Тенерифе 3:1 (25:12, 22:25, 25:21, 25:23).
12.11: Тенерифе — Расинг Клуб де Канн 1:3 (13:25, 22:25, 29:27, 22:25).
12.11: Поштар-064 — Тюрк Телеком 3:0 (25:18, 25:21, 25:22).
9.12: Расинг Клуб де Канн — Тюрк Телеком 3:1 (25:21, 28:26, 17:25, 25:21).
9.12: Поштар-064 — Тенерифе 3:0 (25:16, 25:20, 25:19).
17.12: Тенерифе — Поштар-064 2:3 (25:23, 19:25, 23:25, 25:21, 14:16).
18.12: Тюрк Телеком — Расинг Клуб де Канн 3:1 (25:20, 26:28, 25:21, 25:18).
13.01: Расинг Клуб де Канн — Тенерифе 3:0 (25:23, 25:16, 25:20).
14.01: Тюрк Телеком — Поштар-064 3:0 (25:16, 25:22, 25:16).
20.01: Тенерифе — Тюрк Телеком 0:3 (14:25, 20:25, 16:25).
20.01: Поштар-064 — Расинг Клуб де Канн 1:3 (16:25, 25:19, 23:25, 22:25).

### Группа С
| М | Команда                   | 1       | 2       | 3       | 4       | И | В | П | С/П   | О  |
| - | ------------------------- | ------- | ------- | ------- | ------- | - | - | - | ----- | -- |
| 1 | «Фоппапедретти» Бергамо   |         | 3:2     | 1:3 3:0 | 3:2 3:0 | 6 | 5 | 1 | 16:9  | 11 |
| 2 | «Вакыфбанк Гюнеш» Стамбул | 2:3     |         | 0:3 3:2 | 3:1     | 6 | 3 | 3 | 13:13 | 9  |
| 3 | «Мушинянка-Факро» Мушина  | 3:1 0:3 | 3:0 2:3 |         | 0:3 3:1 | 6 | 3 | 3 | 11:11 | 9  |
| 4 | «Метал» Галац             | 2:3 0:3 | 1:3     | 3:0 1:3 |         | 6 | 1 | 5 | 8:15  | 7  |

5.11: Вакыфбанк Гюнеш — Фоппапедретти 2:3 (18:25, 25:21, 23:25, 25:18, 12:15).
6.11: Мушинянка-Факро — Метал 0:3 (10:25, 18:25, 14:25).
11.11: Фоппапедретти — Мушинянка-Факро 1:3 (27:25, 20:25, 15:25, 22:25).
12.11: Метал — Вакыфбанк Гюнеш 1:3 (16:25, 25:21, 24:26, 23:25).
10.12: Метал — Фоппапедретти 2:3 (22:25, 25:14, 25:15, 18:25, 11:15).
11.12: Мушинянка-Факро — Вакыфбанк Гюнеш 3:0 (26:24, 27:25, 25:20).
16.12: Фоппапедретти — Метал 3:0 (25:21, 25:18, 25:23).
17.12: Вакыфбанк Гюнеш — Мушинянка-Факро 3:2 (20:25, 25:14, 21:25, 25:22, 15:11).
14.01: Вакыфбанк Гюнеш — Метал 3:1 (22:25, 27:25, 25:14, 26:24).
15.01: Мушинянка-Факро — Фоппапедретти 0:3 (14:25, 24:26, 18:25).
20.01: Фоппапедретти — Вакыфбанк Гюнеш 3:2 (26:24, 21:25, 25:19, 26:28, 15:10).
20.01: Метал — Мушинянка-Факро 1:3 (25:20, 20:25, 17:25, 21:25).

### Группа D
| М | Команда                               | 1       | 2       | 3       | 4       | И | В | П | С/П   | О  |
| - | ------------------------------------- | ------- | ------- | ------- | ------- | - | - | - | ----- | -- |
| 1 | «Колусси-Сирио» Перуджа               |         | 3:2 2:3 | 3:2 3:0 | 2:3 3:0 | 6 | 4 | 2 | 16:10 | 10 |
| 2 | «Фармутил» Пила                       | 0:3 3:2 |         | 1:3 3:0 | 1:3 3:1 | 6 | 3 | 3 | 13:12 | 9  |
| 3 | «Заречье-Одинцово» Московская область | 2:3 0:3 | 3:1 0:3 |         | 3:0 3:2 | 6 | 3 | 3 | 11:12 | 9  |
| 4 | ДЕЛА «Мартинус» Амстелвен             | 3:2 0:3 | 3:1 1:3 | 0:3 2:3 |         | 6 | 2 | 4 | 9:15  | 8  |

5.11: Заречье-Одинцово — ДЕЛА Мартинус 3:0 (25:19, 25:23, 25:22).
5.11: Колусси-Сирио — Фармутил 3:2 (23:25, 21:25, 25:22, 25:10, 17:15).
11.11: Фармутил — Заречье-Одинцово 1:3 (25:22, 24:26, 20:25, 26:28).
13.11: ДЕЛА Мартинус — Колусси-Сирио 3:2 (11:25, 25:23, 25:23, 14:25, 15:11).
10.12: Заречье-Одинцово — Колусси-Сирио 2:3 (25:15, 20:25, 17:25, 28:26, 13:15).
11.12: ДЕЛА Мартинус — Фармутил 3:1 (25:23, 17:25, 28:26, 25:20).
16.12: Фармутил — ДЕЛА Мартинус 3:1 (25:12, 25:18, 25:27, 25:17).
17.12: Колусси-Сирио — Заречье-Одинцово 3:0 (25:18, 25:22, 25:17).
14.01: Колусси-Сирио — ДЕЛА Мартинус 3:0 (25:17, 25:17, 25:21).
14.01: Заречье-Одинцово — Фармутил 0:3 (22:25, 23:25, 20:25).
20.01: Фармутил — Колусси-Сирио 3:2 (25:19, 21:25, 20:25, 25:22, 15:11).
20.01: ДЕЛА Мартинус — Заречье-Одинцово 2:3 (24:26, 25:23, 21:25, 25:17, 8:15).

### Группа Е
| М | Команда                | 1       | 2       | 3       | 4       | И | В | П | С/П   | О  |
| - | ---------------------- | ------- | ------- | ------- | ------- | - | - | - | ----- | -- |
| 1 | «Скаволини» Пезаро     |         | 3:0 3:1 | 3:1 3:0 | 3:0     | 6 | 6 | 0 | 18:2  | 12 |
| 2 | «Эджзаджибаши» Стамбул | 0:3 1:3 |         | 3:1 3:2 | 3:2 3:0 | 6 | 4 | 2 | 13:11 | 10 |
| 3 | АСПТТ «Мюлуз» .        | 1:3 0:3 | 1:3 2:3 |         | 3:0     | 6 | 2 | 4 | 10:12 | 8  |
| 4 | СВС «Пост» Швехат      | 0:3     | 2:3 0:3 | 0:3     |         | 6 | 0 | 6 | 2:18  | 6  |

4.11: СВС Пост — АСПТТ Мюлуз 0:3 (10:25, 20:25, 20:25).
5.11: Скаволини — Эджзаджибаши 3:0 (25:20, 25:16, 28:26).
11.11: Эджзаджибаши — СВС Пост 3:2 (25:10, 25:23, 25:27, 16:25, 15:11).
12.11: АСПТТ Мюлуз — Скаволини 1:3 (13:25, 25:23, 8:25, 21:25).
10.12: Скаволини — СВС Пост 3:0 (25:11, 25:13, 25:17).
10.12: Эджзаджибаши — АСПТТ Мюлуз 3:1 (25:14, 25:23, 17:25, 25:12).
17.12: АСПТТ Мюлуз — Эджзаджибаши 2:3 (4:25, 25:21, 19:25, 31:29, 11:15).
17.12: СВС Пост — Скаволини 0:3 (17:25, 16:25, 21:25).
13.01: Скаволини — АСПТТ Мюлуз 3:0 (25:13, 25:17, 25:19).
14.01: СВС Пост — Эджзаджибаши 0:3 (14:25, 18:25, 15:25).
20.01: АСПТТ Мюлуз — СВС Пост 3:0 (25:19, 25:21, 25:16).
20.01: Эджзаджибаши — Скаволини 1:3 (20:25, 25:22, 17:25, 21:25).

### Итоги
По итогам предварительного этапа в 1-й раунд плей-офф вышли по две лучшие команды из групп. Хозяином финального этапа выбрана «Колусси-Сирио» (Перуджа), получившая прямой допуск в финал четырёх. После этого определились ещё три команды — участницы плей-офф из числа занявших в группах третьи места. Ими стали «Заречье-Одинцово», «Мушинянка-Факро» и «Поштар-064».

## Плей-офф

### 1/8 финала
«Расинг Клуб де Канн» (Канны) —  «Мушинянка-Факро» (Мушина)
10 февраля. 1:3 (23:25, 25:15, 22:25, 15:25).
19 февраля. 1:3 (23:25, 22:25, 27:25, 18:25).
 «Вакыфбанк Гюнеш» (Стамбул) —  «Эджзаджибаши» (Стамбул)
11 февраля. 1:3 (21:25, 16:25, 25:17, 16:25).
18 февраля. 2:3 (26:24, 14:25, 25:27, 25:23, 13:15).
 «Тюрк Телеком» (Анкара) —  «Риека»
11 февраля. 3:0 (25:15, 25:19, 25:21).
19 февраля. 3:0 (25:17, 25:19, 25:13).
 «Поштар-064» (Белград) —  «Динамо» (Москва)
11 февраля. 1:3 (25:22, 22:25, 17:25, 20:25).
19 февраля. 0:3 (20:25, 22:25, 22:25).
 «Фармутил» (Пила) —  «Фоппапедретти» (Бергамо)
12 февраля. 0:3 (23:25, 17:25, 23:25).
18 февраля. 0:3 (13:25, 23:25, 23:25).
 «Скаволини» (Пезаро) —  «Заречье-Одинцово» (Московская область)
12 февраля. 3:2 (24:26, 25:19, 14:25, 26:24, 15:4).
19 февраля. 3:0 (25:21, 25:15, 25:19).

### Четвертьфинал
«Тюрк Телеком» (Стамбул) —  «Динамо» (Москва)
4 марта. 2:3 (25:20, 18:25, 25:23, 23:25, 13:15).
12 марта. 0:3 (14:25, 18:25, 21:25).
 «Мушинянка-Факро» (Мушина) —  «Эджзаджибаши» (Стамбул)
5 марта. 1:3 (23:25, 26:24, 26:28, 20:25).
11 марта. 0:3 (17:25, 16:25, 22:25).
 «Скаволини» (Пезаро) — «Фоппапедретти» (Бергамо)
5 марта. 1:3 (23:25, 25:21, 22:25, 23:25).
12 марта. 3:1 (25:19, 25:13, 23:25, 25:16). Дополнительный сет — 11:15.

## Финал четырёх
28—29 марта 2009.  Перуджа.
Участники:
 «Колусси-Сирио» (Перуджа) 

 «Фоппапедретти» (Бергамо)

 «Динамо» (Москва)

 «Эджзаджибаши» (Стамбул)

### Полуфинал
28 марта
 «Фоппапедретти» —  «Колусси-Сирио»
3:1 (25:15, 23:25, 25:17, 26:24)
 «Динамо» —  «Эджзаджибаши» 
3:0 (25:16, 25:16, 25:23)

### Матч за 3-е место
29 марта
 «Колусси-Сирио» —  «Эджзаджибаши»   
3:1 (25:22, 18:25, 25:22, 25:14)

### Финал
| 29 марта 2009 | \| «Фоппапедретти» (Бергамо) \| 3:2 cev.eu \| «Динамо» (Москва) \| \| Антонелла Дель Коре (14) Дженни Барацца (10) Серена Ортолани (25) Лючия Бакки (5) Валентина Арригетти (14) Элеонора Ло Бьянко (3) Энрика Мерло (либеро) Франческа Пиччинини (9) Индре Сорокайте \| Голы \| Ирина Кириллова (2) Екатерина Гамова (23) Мария Борисенко (10) Наталья Сафронова (15) Наталья Гончарова (19) Симона Джоли (15) Виктория Кузякина (либеро) Елена Ежова Елена Година (2) Ольга Николаева \| | Перуджа «Palaevaneglisti» Зрителей: 3600 |
| Счёт по партиям — 25:21, 22:25, 14:25, 26:24, 15:10. Время матча — 1 час 48 минут. Судьи: Франк Лойтхаузер, Петер Груневеген.                                                                   | | |
| «Фоппапедретти» (Бергамо) | 3:2 cev.eu | «Динамо» (Москва) |
| Антонелла Дель Коре (14) Дженни Барацца (10) Серена Ортолани (25) Лючия Бакки (5) Валентина Арригетти (14) Элеонора Ло Бьянко (3) Энрика Мерло (либеро) Франческа Пиччинини (9) Индре Сорокайте | Голы | Ирина Кириллова (2) Екатерина Гамова (23) Мария Борисенко (10) Наталья Сафронова (15) Наталья Гончарова (19) Симона Джоли (15) Виктория Кузякина (либеро) Елена Ежова Елена Година (2) Ольга Николаева |

### Итоги

#### Положение команд
| «Фоппапедретти» (Бергамо)   |
| «Динамо» (Москва)           |
| «Колусси-Сирио» (Перуджа)   |
| 4. «Эджзаджибаши» (Стамбул) |

#### Призёры
«Фоппапедретти» (Бергамо): Серена Ортолани, Энрика Мерло, Катажина Гуйска, Эрика Араки, Алессандра Камарда, Дженни Барацца, Индре Сорокайте, Лючия Бакки, Франческа Пиччинини, Валентина Арригетти, Элеонора Ло Бьянко, Антонелла Дель Коре. Главный тренер — Лоренцо Мичелли.
  «Динамо» (Москва): Ольга Николаева, Леся Махно, Анна Матиенко, Наталья Сафронова, Наталья Гончарова, Виктория Кузякина, Мария Борисенко, Екатерина Гамова, Симона Джоли, Елена Ежова, Ирина Кириллова, Елена Година. Главный тренер — Валерий Лосев.
  «Колусси-Сирио» (Перуджа): Ким Сталенс, Элиза Тогут, Лючия Крисанти, Луиза Касильо, Евгения Душкевич, Джулия Декорди, Кьяра Арканджели, Джулия Пинчерато, Ян Хао, Вероника Анджелони, Ким Виллуби, Яннеке ван Тинен. Главный тренер — Джованни Карара.

#### Индивидуальные призы
MVP: Серена Ортолани («Фоппапедретти»)
Лучшая нападающая: Симона Джоли («Динамо»)
Лучшая блокирующая: Евгения Душкевич («Колусси-Сирио»)
Лучшая на подаче: Лючия Крисанти («Колусси-Сирио»)
Лучшая на приёме: Ким Виллуби («Колусси-Сирио»)
Лучшая связующая: Ирина Кириллова («Динамо»)
Лучшая либеро: Энрика Мерло («Фоппапедретти»)
Самая результативная: Екатерина Гамова («Динамо»)